# 大蓋爾斯堡 (密歇根州)
大蓋爾斯堡（英語：Greater Galesburg）是位於美國密歇根州卡拉馬祖縣查爾斯頓鎮區及卡姆斯托克鎮區的一個非建制地區。

## 地理
大蓋爾斯堡所處的海拔為高於海平面237米（即778英呎），而該地所採用的時區為UTC-5，即北美东部時區（EST）。同時該地設有夏令時間，為UTC-5調快一小時，即UTC-4（EDT）。